# Colostygia juracolaria
Colostygia juracolaria är en fjärilsart som beskrevs av Ludwig Osthelder 1921. Colostygia juracolaria ingår i släktet Colostygia och familjen mätare. Inga underarter finns listade i Catalogue of Life.